# 피놀레

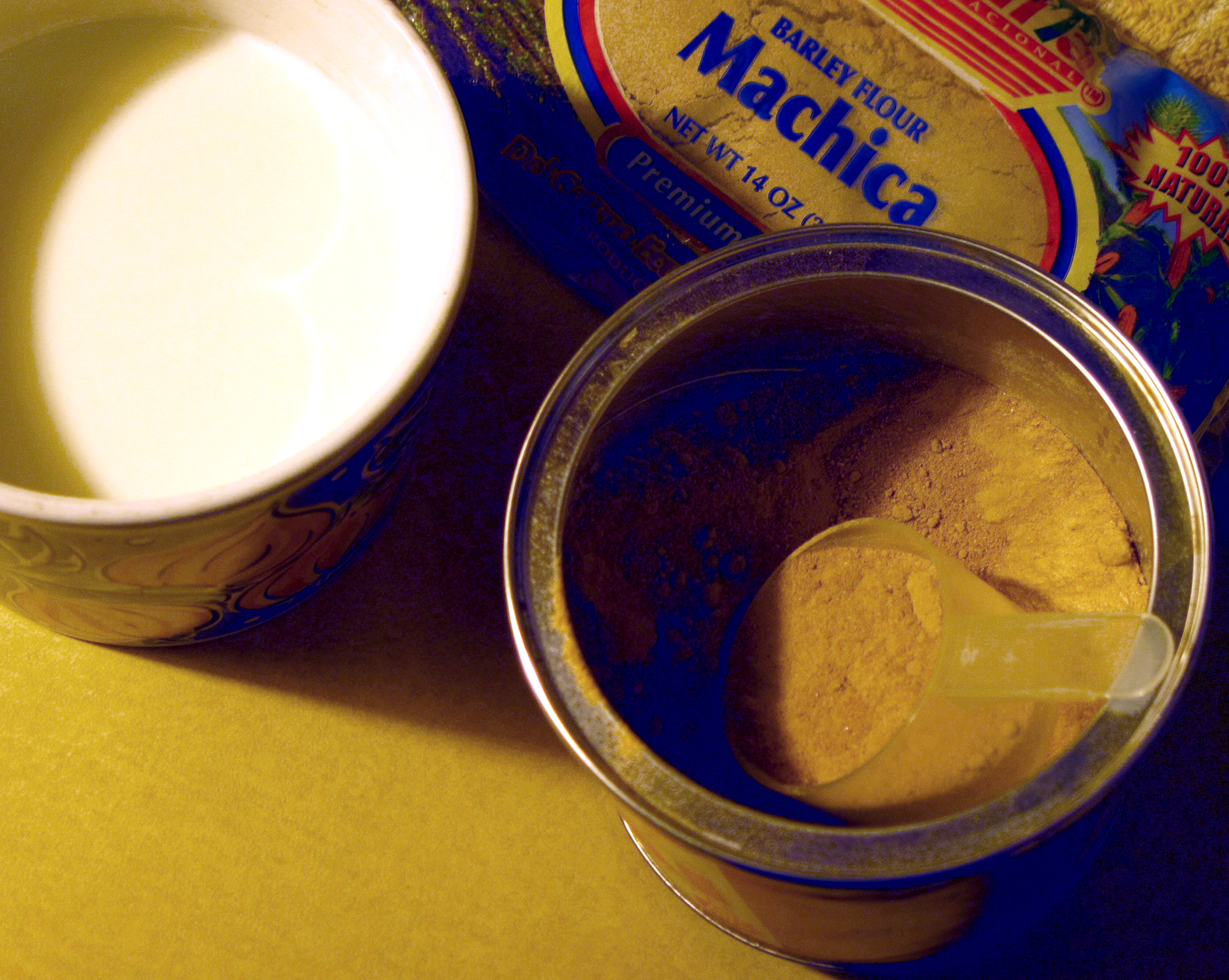

피놀레(Pinole)는 붉은 옥수수 또는 밀가루에 설탕, 향미료를 섞어 우유에 타서 마시는 미국 서남부, 멕시코의 요리이다.

## 같이 보기
- 닉스타말
- 키나코